# Beleg van Selinous

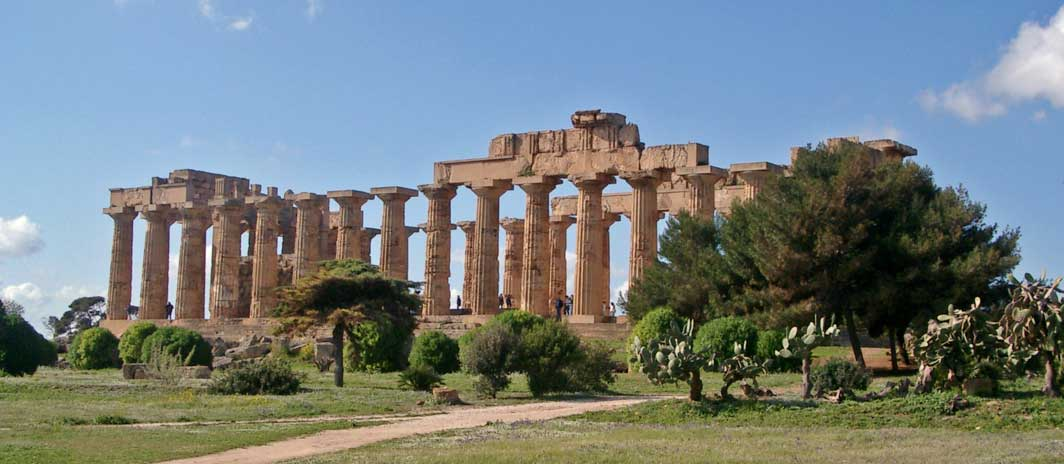
Resten van tempel in archeologisch park Selinous

Het Beleg van Selinous vond plaats in 409 v.Chr. en was onderdeel van de Siciliaanse Oorlogen. Het beleg duurde 10 dagen en vond plaats op Sicilië. Carthago, onder leiding van Hannibal Mago, vocht er tegen de Grieken van Selinous. De inwoners van Selinous hadden eerder al de Elymiërs uit Segesta verslagen in 415 v.Chr. en dit leidde tot de Atheense expeditie naar Sicilië. Toen Selinous opnieuw Segesta aanviel vroegen de inwoners ervan om hulp aan Carthago. De Carthagers vielen Selinous aan en plunderden de stad nadat hun onderhandelingsvoorstel werd geweigerd door de Grieken. Dit was de eerste stap van Hannibal om de nederlaag van Himera te wreken. De stad Selinous werd later hersteld, maar werd nooit meer zo belangrijk als vroeger.

## Achtergrond
Het Griekse Selinous en het Elymische Segesta hadden een lange geschiedenis van conflicten. De steden waren vroegere handelspartners en hadden daarvoor een goede relatie gehad met elkaar. Er waren ook conflicten geweest. In 454 v.Chr. kwam er een nieuw conflict tussen Motya, Segesta, Selinous en Akrabas, maar de details hierover zijn erg verwarrend. Carthago was niet verwikkeld in dit conflict en Selinous won. Na een 30-jarige vrede bleek de macht van Segesta sterk afgenomen te zijn en Selinous begon de vijandelijkheden opnieuw te openen. Segesta vroeg daarom hulp aan Carthago.
Eerst stuurden de Carthagers een klein leger van 500 soldaten naar Sicilië en stationeerden het in Segesta. Ondertussen waren de soldaten van Selinous het grondgebied van Segesta aan het plunderen. Het nieuw versterkte leger van Segesta kon hen echter verrassen en richtten een bloedbad onder hen aan. Selinous vroeg hulp aan Syracuse na deze zware nederlaag, maar kon hen niet steunen. Ondertussen vroeg Segesta nog meer hulp aan Carthago. Hannibal wilde Segesta graag opnieuw helpen en bereidde een groter leger voor. Waarschijnlijk bestond dit leger uit ongeveer 30-40.000 soldaten. Onder begeleiding van 60 triremen gingen de soldaten in 409 v.Chr. naar Sicilië. Hannibal liet zijn soldaten toe om één dag te rusten voor ze naar Selinous zouden vertrekken.

## Beleg
Het Carthaagse leger bereikte de stad voor er enige hulp aankwam en sloegen hun kamp op op de westelijke heuvel naast de Akropolis voor ze de belegering begonnen. Hannibal wilde niet te veel kracht verspillen en bouwde dus geen circumvallatie. In plaats van de Grieken uit te hongeren en hen zo tot overgave te laten dwingen, koos Hannibal ervoor om hen aan te vallen zonder eerst een grote belegering. Hij viel nog niet onmiddellijk aan, maar maakte eerst belegeringsladders en -torens.

### Eerste aanval
Om een Grieks ontzettingsleger tegen te houden, lieten de Carthagers een klein detachement achter in hun kamp. De Carthagers vielen de stad aan met zes belegeringstorens en stormrammen gesteund door Italiaanse huurlingen. De rammen werden beslagen door ijzer om hen zo te beschermen tegen vuur. De belegeringstorens, die groter waren dan de stadsmuren, waren gevuld met een groot aantal slingers en andere projectiel-werpende troepen. Zij vielen de verdedigers op de muren aan, die uiteindelijk moesten vluchten door de vele projectielen die hen om de oren vlogen. Toen bereikten de stormrammen de muren en konden zo een gat erin maken. De hieropvolgende infanterieaanval echter werd teruggedreven na een volledige dag gestreden te hebben. Terwijl de mannen van Selinous tegen de Carthagers vochten, zorgden de vrouwen en oude mannen voor voorraden en herstelden de muren. Bij de inval van de nacht braken de Carthagers hun aanval af en keerden terug naar hun kamp.
De inwoners van Selinous namen deze kans om een boodschapper naar Akragas, Gela en Syracuse te sturen voor hulp en om de beschadigde muren te herstellen. Akragas en Gela wilden liever wachten op de Syracusers voor ze Selinous wilden helpen. Syracuse, dat in oorlog was tegen Leontini en Naxos, sloot vrede met haar vijanden en maakte haar leger klaar om Selinous te helpen. Dit werd echter wel vertraagd wegens het feit dat de Syracusanen dachten dat Selinous het nog heel lang zou kunnen uithouden tegen de Carthagers. Dit was echter niet waar want de Carthagers waren meesters in de belegeringen.

## Laatste aanval
Hannibal ging opnieuw tot de aanval over de volgende dag. Boogschutters en slingers namen opnieuw posities op de zes belegeringstorens en lieten alle Grieken op de muren op de vlucht slaan. De zes stormrammen werden opnieuw gebruikt en konden nu meerdere doorbraken in de muur forceren. Nadat de muren waren vernietigd, deden de Grieken geen moeite meer om hen te verdedigen. Ze barricadeerden de nauwe straten en vochten straatgevechten uit met de aanvallers, dit gevecht bleef negen dagen en nachten duren, en de Iberische troepen uit het Carthaagse leger namen het voortouw. De Griekse vrouwen gooiden vanaf de huizen stenen op de Carthagers. Ondanks zware verliezen begonnen de Carthagers traag maar zeker de overhand te krijgen door hun grotere leger. De Grieken begonnen zich steeds meer terug te trekken en hun laatste posities waren op de agora. Toen alle tegenstand uiteindelijk was vernietigd, werden er 6.000 Grieken gevangengenomen. Er konden 3.000 soldaten ontsnappen naar Akragas, maar er stierven 16.000 Grieken in het gevecht en het daaropvolgende bloedbad. De Carthagers spaarden enkel hen die hun toevlucht hadden gezocht in de tempels in de stad.

## Gevolgen
De Syracusaanse troepen onder leiding van Diocles kwamen aan in Akragas op het moment dat Carthago Selinous had ingenomen. Omdat ze niet de kans hadden gekregen om de stad te helpen, begon Diocles te onderhandelen met Hannibal. De eerste Griekse delegatie werd met lege handen teruggestuurd, maar de tweede groep geleid door Empediones, iemand uit Selinous die pro-Carthago was, kreeg de toelating om de stad te herbouwen en de gevangenen terug te kopen. De Carthagers brandden de stad af tot op de grond, maar spaarden alle tempels, maar alle dingen van waarde hierin werd meegenomen. De missie van Hannibal was volledig geslaagd dankzij de vernietiging van Selinous. In plaats van terug te keren naar Carthago, begon hij voorbereidingen te treffen om Himera te gaan helpen.
Selinous zou later dienen als de basis van Hermocrates van Syracuse voor zijn plunderingen op Punisch grondgebied. Dankzij de vrede van 405 v.Chr. konden de Grieken Selinous heropbouwen, maar Selinous zou nooit meer zo machtig worden als eerder, en zou nooit meer een bedreiging voor Segesta vormen. Het werd uiteindelijk vernietigd tijdens de Eerste Punische Oorlog door Carthago, en de burgers werden naar Libyaeum gebracht.